# Тобольское наместничество

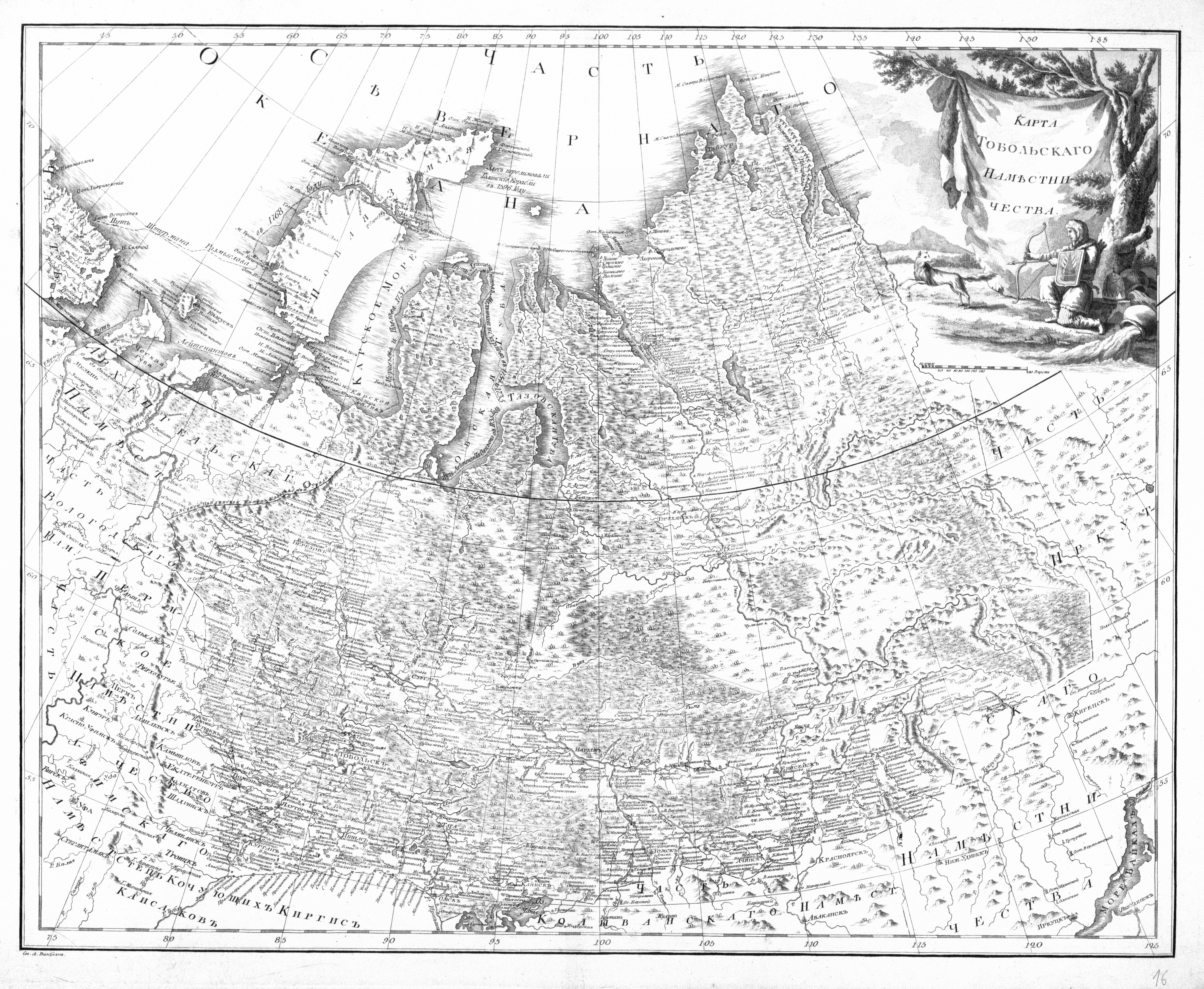
Карта Тобольского наместничества из Российского атласа из сорока четырёх карт состоящего и на сорок на два наместничества Империю разделяющего" (1792).

Тобо́льское наме́стничество — административно-территориальное образование на территории Сибири в 1782—1796 годах.

## История

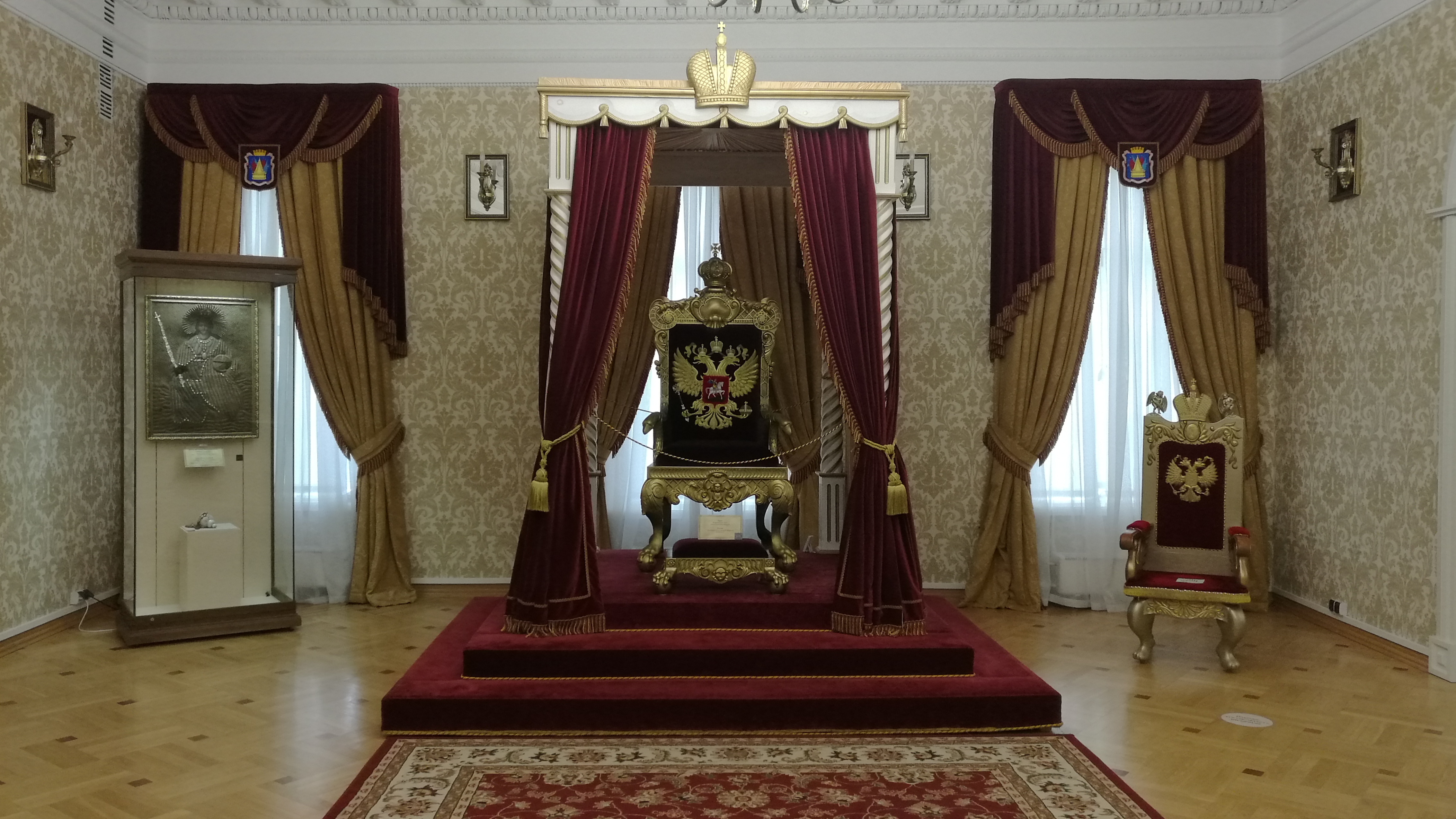
Царский Трон в Тронной Зале Дворца Наместника (реконструкция)Тобольский Государственный Историко-Архитектурный Музей-Заповедник

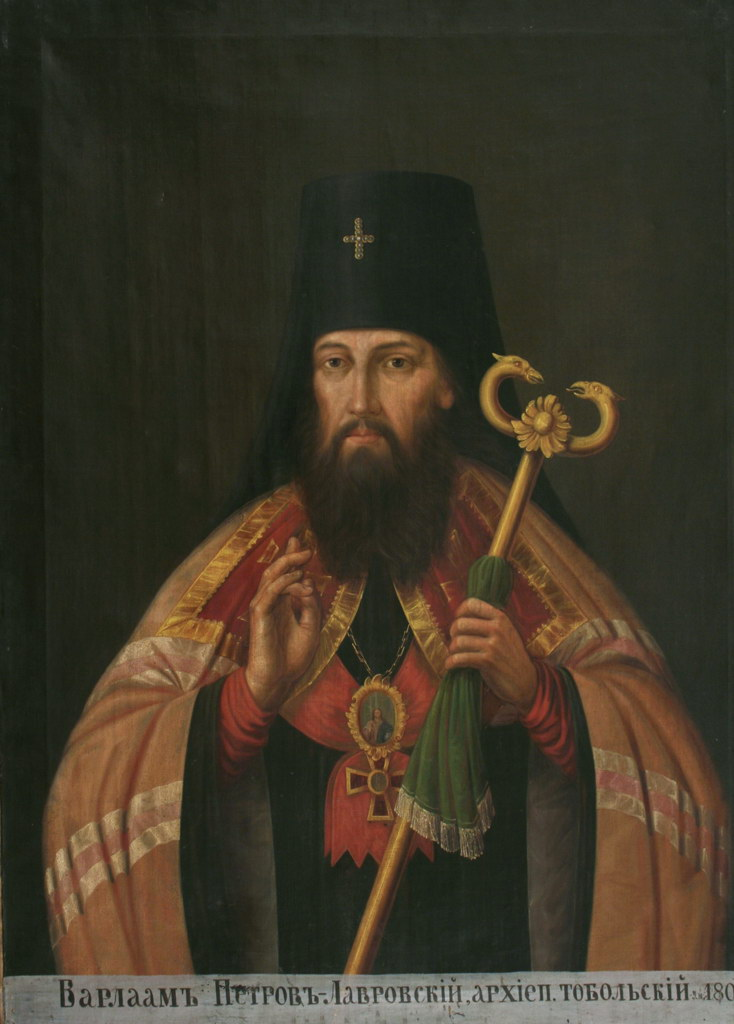
Варлаам, архиепископ Тобольский и Сибирский

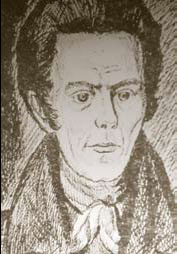
Петр Андреевич Словцов, историк Сибири и поэт

Учреждено именным указом Екатерины II от 19 января 1782 года № 15327 «Об учреждении Тобольского Наместничества из двух областей, Тобольской и Томской, и о разделении оных на уезды» из территории ликвидированной Тобольской провинции.
В 1780—1782 в Тобольске на месте старой приказной палаты, сооруженной Семеном Ульяновичем Ремезовым, на высоком яру между Прямским взвозом и берегом Иртыша был отстроен 3х этажный каменный Тобольский наместнический дворец. В его просторной, убранной дорогими коврами «Тронной зале» находился украшенный золотом Императорский трон, со ступенек которого тобольские правители принимали чиновников и иностранных послов.
Хан средней Киргизской орды с султанами, вогульские родоначальники, Обдорский князь Тайшин с другими остяцкими князцами были приглашены и прибыли в Тобольск в Августе 1782 на торжественные мероприятия приуроченные к открытию наместничества.
Торжества в Тобольске начались с 21 Августа 1782. Накануне этого дня назначенный городничим секунд-майор Яков Мейбом и коллежский секретарь Матвей Юрлов с 6-ю конными трубачами и 12 гусарами известили Тоболяков и гостей города о готовящихся празднествах. В 4 часа утра по выстрелу пушки, в Тобольский Кремль прибыла воинская команда из 1000 человек. В 7 часов утра, также по пушечному выстрелу, в дом к генерал-губернатору, генерал-поручику лейб-гвардии и премьер-майору Евгению Петровичу Кашкину стали прибывать начальствующие лица. По пушечному выстрелу в 8 часов утра началось церковное богослужение Варлаама архиепископа Тобольского и Сибирского, на котором присутствовали все официальные лица. До храма от генерал-губернаторского дома они прибыли специальным шествием по специальному помосту, обитому алым сукном. Во время молебна «происходила пушечная пальба из 101 пушки и двукратный беглый огонь». Затем поочередно последовали праздничный обед, вечерний бал и ужин после полуночи.
23 Августа 1782 в тронном зале дворца Тобольского Наместника был дан обед.
30 Августа 1782 состоялось открытие Тобольского наместничества. Согласно описанию Н. А. Абрамова, со слов участника данных торжеств: «По окончании Божественной литургии и молебна, из кафедрального собора под колокольный звон во дворец Наместника был совершён со святыми иконами крестный ход. По прибытии на место по случаю открытия Присутственных мест был отслужен молебен. А по произнесении многолетия Императрице и всему Августейшему Дому была произведена пушечная пальба. Угощение народу было изобильным. На многих местах стояли целые зажаренные быки с вызолоченными рогами, внутри быков были вложены разные съестные приготовления. Были установлены бочки простого вина и пива. Устроены фонтаны, из которых в подставленные бочки лилось виноградное вино. Везде было раздолье и веселье. По ночам было в городе изящное освещение. Была устроена великолепная иллюминация, блиставшая разными цветами огней, при Наместническом доме, где была установлена величественная картина, изображавшая Императрицу Екатерину II». Описание торжеств, возможно принадлежит Петру Андреевичу Словцову, который будучи 15 летним учащимся Тобольской духовной семинарии, прочитал на торжествах от семинарии оду «К Сибири» собственного сочинения.
В 1785 году Тобольское наместничество состояло из двух областей: Тобольской и Томской.
В состав Тобольской области вошли 10 уездов: Берёзовский, Ишимский, Курганский, Омский, Сургутский, Тарский, Тобольский, Туринский, Тюменский, Ялуторовский; безуездный город Пелым (Туринский уезд); 11 крепостей, составляющих Ишимскую линию (южная граница Курганского, Ишимского и Омского уездов).
В состав Томской области вошли 6 уездов: Ачинский, Енисейский, Каинский, Нарымский, Томский, Туруханский.
В Тобольской области были вновь учреждены следующие города: Омск — из Омской крепости, Ишим — из Коркиной слободы, Курган — из Курганской слободы (слобода Царёво Городище), Ялуторовск — из Ялуторовского острога.
Тобольское наместничество занимало территорию в 5 млн кв. вёрст. В нём насчитывалось 16 городов, 16 острогов и пригородков, 42 погоста, 43 слободы, 124 села, 10 крепостей, 5 монастырей, 18 форпостов, станцов и редутов, 2994 деревни и зимовья, 1232 аула и юрт иноверцев, 72 помещичьи заимки, 6 казённых и 14 частных мануфактурных заведений. В наместничестве были организованы 224 волости русских поселян и 156 иноверческих волостей.
В 1788 году пожар уничтожил большую часть города и дворец Тобольского наместничества сильно пострадал.
В 1796 году Тобольское наместничество было упразднено. Территория наместничества была передана во вновь образованную Тобольскую губернию.
| Тобольское Наместничество | Уезды Тобольского Наместничества | Герб Уезда (1785) | Города Тобольского Наместничества | Современный населенный пункт в России                  | Примечания                                    |
| ------------------------- | -------------------------------- | ----------------- | --------------------------------- | ------------------------------------------------------ | --------------------------------------------- |
| Тобольская Область        | Берёзовский                      |                   | Березов                           | Березово посёлок городского типа в Ханты-Мансийском АО | потерял статус города                         |
| Тобольская Область        | Ишимский                         |                   | Ишим                              | город в Тюменской области                              |                                               |
| Тобольская Область        | Курганский                       |                   | Курган                            | город центр Курганской области                         | получил статус города по реформе Екатерины II |
| Тобольская Область        | Омский                           |                   | Омск                              | город центр Омской области                             | получил статус города по реформе Екатерины II |
| Тобольская Область        | Сургутский                       |                   | Сургут                            | город в Ханты-Мансийском АО                            |                                               |
| Тобольская Область        | Тарский                          |                   | Тара                              | город в Омской области                                 |                                               |
| Тобольская Область        | Тобольский                       |                   | Тобольск                          | город в Тюменской области                              |                                               |
| Тобольская Область        | Туринский                        |                   | Туринск                           | город в Свердловской области                           |                                               |
| Тобольская Область        | Тюменский                        |                   | Тюмень                            | город центр Тюменской области                          |                                               |
| Тобольская Область        | Ялуторовский                     |                   | Ялуторовск                        | город в Тюменской области                              | получил статус города по реформе Екатерины II |
| Томская Область           | Ачинский                         |                   | Ачинск                            | город в Красноярском Крае                              | получил статус города по реформе Екатерины II |
| Томская Область           | Енисейский                       |                   | Енисейск                          | город в Красноярском Крае                              |                                               |
| Томская Область           | Каинский                         |                   | Каинск                            | Куйбышев город в Новосибирской области                 | получил статус города по реформе Екатерины II |
| Томская Область           | Нарымский                        |                   | Нарым                             | село в Томской области                                 | потерял статус города                         |
| Томская Область           | Томский                          |                   | Томск                             | город в Томской области                                |                                               |
| Томская Область           | Туруханский                      |                   | Туруханск                         | Старотуруханск деревня в Красноярском Крае             | потерял статус города                         |

## Население
Население наместничества было представлено следующими национальными и этническими группами: русские, татары, оброчные чувальщики (мусульманских переселенцев из других губерний, записанных оседлыми инородцами и наделенных землею в размере 15 десятин на душу, бухарцы, остяки, вогулы, самоеды, тунгусы, чапогиры (один из родов енисейских Тунгусов) и якуты.

## Экономика
1783 — неурожай в Тобольской губернии.

## Руководители наместничества

### Генерал-губернаторы
- 1781—1788 — Кашкин, Евгений Петрович, генерал-поручик[4]
- 1789—1796 — Волков, Алексей Андреевич, генерал-поручик

### Правители наместничества
| Фамилия, имя, отчество        | Титул, чин, звание               | Время замещения должности |
| ----------------------------- | -------------------------------- | ------------------------- |
| Осипов Григорий Михайлович    | генерал-майор                    | 1781—21.09.1783           |
| Желтухин Фёдор Фёдорович      | статский советник                | 13.12.1784—18.05.1785     |
| Протопопов Сергей Иванович    | статский советник                | 18.05.1785—15.01.1787     |
| Алябьев Александр Васильевич  | действительный статский советник | 25.03.1787—1795           |
| Толстой Александр Григорьевич | действительный статский советник | 1795—1797                 |